# Преднизолон
Преднизолон (лат. Prednisolonum) — синтетический глюкокортикоидный лекарственный препарат средней силы, белый кристаллический порошок, т. пл. 240—241 (с разл.), [al 5° = -f 102 (в диоксане), его ацетат плавится при 237—239 (с разл.) и имеет [а]25" = -f-Иб (в диоксане).
Преднизолон — это стероидный препарат, используемый для лечения определенных типов аллергии, воспалительных состояний, аутоиммунных заболеваний и рака. Некоторые из этих состояний включают недостаточность коры надпочечников, высокий уровень кальция в крови, ревматоидный артрит, дерматит, воспаление глаз, астму и рассеянный склероз. Выпускается в виде инъекций в вену, крема для кожи и глазных капель.
Побочные эффекты при кратковременном применении включают тошноту и чувство усталости. Более серьезные побочные эффекты включают психические проблемы, которые могут возникать примерно у 5% людей. Общие побочные эффекты при длительном применении включают потерю костной массы, слабость, дрожжевые инфекции и легкие синяки. В то время как краткосрочное использование на поздних сроках беременности безопасно, длительное использование или использование на ранних сроках беременности иногда связано с вредом для ребенка. Это глюкокортикоид, изготовленный из гидрокортизона (кортизола).
Синтез и изучение аналогов и производных кортизона привел к ряду интересных соединений, получивших применение в медицине. К ним относится такие, как гидрокортизон (I), преднизон (II), преднизолон (III) и др.

## Применение в медицине
Преднизолон — это кортикостероидный препарат с преобладающей глюкокортикоидной и низкой минералокортикоидной активностью, что делает его полезным для лечения широкого спектра воспалительных и аутоиммунных состояний, таких как астма, увеит, гангренозная пиодермия, ревматоидный артрит, крапивница, ангионевротический отек, язвенный колит, перикардит, гигантоклеточный артериит и болезнь Крона, паралич Белла, рассеянный склероз, кластерные головные боли, васкулит, острый лимфобластный лейкоз, аутоиммунный гепатит, системная красная волчанка, болезнь Кавасаки, дерматомиозит и саркоидоз.
Офтальмологическая суспензия преднизолона ацетата (глазные капли) представляет собой стероидный продукт надпочечников, приготовленный в виде стерильной офтальмологической суспензии и используемый для уменьшения отека, покраснения, зуда и аллергических реакций, влияющих на глаза. Он был изучен как вариант лечения бактериального кератита.
Преднизолон также может использоваться при аллергических реакциях, начиная от сезонной аллергии и заканчивая лекарственными аллергическими реакциями.
Преднизолон также можно использовать в качестве иммунодепрессанта при трансплантации органов.
Преднизолон в более низких дозах может применяться при первичной недостаточности надпочечников (болезнь Аддисона).
Кортикостероиды подавляют воспалительную реакцию на множество возбуждающих агентов и, как предполагается, задерживают или замедляют заживление. Они подавляют отек, отложение фибрина, расширение капилляров, миграцию лейкоцитов, пролиферацию капилляров, пролиферацию фибробластов, отложение коллагена и образование рубцов при воспалении.

### Показания
- Для приема внутрь: ревматизм; ревматоидный артрит; дерматомиозит; узелковый периартериит; склеродермия; болезнь Бехтерева; бронхиальная астма, астматический статус; острые и хронические аллергические заболевания; болезнь Аддисона, острая недостаточность коры надпочечников, адреногенитальный синдром; гепатит, печеночная кома, гипогликемические состояния, липоидный нефроз; агранулоцитоз, различные формы лейкемии, лимфогранулематоз, тромбоцитопеническая пурпура, гемолитическая анемия; малая хорея; пузырчатка, экзема, зуд, эксфолиативный дерматит, псориаз, почесуха, себорейный дерматит, системная красная волчанка, эритродермия, алопеция.
- Для внутривенного и внутримышечного введения: Шок (ожоговый, травматический, операционный, токсический, кардиогенный) при неэффективности др. терапии. Аллергические реакции (острые, тяжелые формы), гемотрансфузионный шок, анафилактический шок, анафилактоидные реакции. Отёк мозга (в том числе на фоне опухоли мозга или связанный с хирургическим вмешательством, лучевой терапией или травмой головы). Бронхиальная астма (тяжёлая форма), астматический статус. Системные заболевания соединительной ткани (системная красная волчанка, ревматоидный артрит). Острая надпочечниковая недостаточность. Тиреотоксический криз. Острый гепатит, печеночная кома. Отравление прижигающими жидкостями (уменьшение воспалительных явлений и предупреждение рубцовых сужений).
- Для применения в офтальмологии: аллергический, хронический и нетипичный конъюнктивит и блефарит; воспаление роговицы при неповреждённой слизистой; острое и хроническое воспаление переднего отрезка сосудистой оболочки, склеры и эписклеры; симпатическое воспаление глазного яблока; после травм и операций при продолжительном раздражении глазных яблок.
- Для внутрисуставного введения: хронический полиартрит, посттравматический артрит, остеоартрит крупных суставов, ревматические поражения отдельных суставов, артрозы.
- Для инфильтрационного введения в ткани: эпикондилит, тендовагинит, бурсит, плечелопаточный периартрит, келоиды, ишиалгии, контрактура Дюпюитрена, ревматические и сходные с ними поражения суставов и различных тканей.

### Астма
Ингаляционные кортикостероиды являются препаратами первого выбора для профилактического лечения астмы, но они остаются дорогостоящими для экономики здравоохранения в развивающихся странах. Пероральный преднизолон намного дешевле. В обзоре было обнаружено, что при ведении взрослых с хронической астмой суточная доза преднизолона 7,5 мг/день эквивалентна средней или высокой дозе ингаляционных стероидов (300-2000 мкг/день). Побочные эффекты могут присутствовать даже при низких дозах преднизолона, поэтому, если нет альтернативы пероральным стероидам, следует назначить самую низкую эффективную дозу. Эти результаты могут быть использованы в развивающихся странах, где ингаляционные стероиды не широко доступны.

### Ревматоидный артрит
Преднизолон в низких дозах (не более 15 мг в день) может быть использован с перерывами у пациентов с ревматоидным артритом, особенно если болезнь не может быть контролирована другими средствами. Однако необходимо учитывать риск вреда, особенно риск переломов и инфекций. Поскольку преднизолон является высокоэффективным, больше нет необходимости в дальнейших краткосрочных плацебо‐контролируемых исследованиях, изучающих клинический эффект низких доз преднизолона или других пероральных кортикостероидов.

## Побочное действие

### Со стороны эндокринной системы
Синдром Иценко — Кушинга, увеличение массы тела, уменьшение скорости роста. Гипергликемия вплоть до развития стероидного диабета, истощение (вплоть до атрофии) функции коры надпочечников.

### Со стороны пищеварительной системы
Повышение кислотности желудочного сока, ульцерогенное действие на ЖКТ.
После применения препарата у человека особенно исчезает способность переваривать молочные продукты, исключением являются кисломолочные продукты, которые напротив помогут вывести преднизолон из организма.

### Со стороны обмена веществ
Повышение выведения калия, задержка натрия в организме с образованием отёков, отрицательный азотистый баланс.

### Со стороны сердечно-сосудистой системы
Артериальная гипертензия. У пациентов получающих преднизолон, как и другие ГКС, в высоких дозах возможно развитие артериальной гипертензии. Само по себе повышение артериального давления не является основанием для отмены преднизолона при наличии соответствующих показаний.

### Со стороны свертывающей системы крови
Повышение свертываемости крови.

### Со стороны костно-мышечной системы
Остеопороз, асептический некроз костей.

### Со стороны органа зрения
задняя субкапсулярная катаракта, увеличение внутриглазного давления, глаукома, экзофтальм

### Со стороны центральной нервной системы
Психические расстройства.

### Эффекты, обусловленные иммунодепрессивным действием
Снижение сопротивляемости к инфекциям, замедленное заживление ран.

### При наружном применении
Появление стероидных угрей, пурпуры, телеангиэктазий, а также жжение, зуд, раздражение, сухость кожи; при длительном применении и/или при нанесении на большие поверхности кожи возможно развитие резорбтивного действия. При местном применении — слабое жжение.
После наружного применения преднизолона у человека проявляются все побочные эффекты препарата как и после внутреннего применения и для дезинтоксикации применяются те же способы как и после применения преднизолона внутрь.

## Противопоказания
Язвенная болезнь желудка и двенадцатиперстной кишки, остеопороз, синдром Иценко — Кушинга, склонность к тромбоэмболии, почечная недостаточность, тяжёлая артериальная гипертензия, системные микозы, вирусные инфекции, паразитарные заболевания, период вакцинации, активная форма туберкулёза, глаукома, тромбофлебит, полиомиелит, продуктивная симптоматика при психических заболеваниях. Повышенная чувствительность к преднизолону. 
Инфильтрационное введение в очаги поражения кожных покровов и тканей — при ветряной оспе, специфических инфекциях, микозах, при местной реакции на вакцинацию.
В офтальмологии — вирусные и бактериальные заболевания глаз, первичная глаукома, болезни роговицы с повреждением эпителия.
В дерматологии — бактериальные, вирусные, грибковые поражения кожи, туберкулёз, сифилис, опухоли кожи.
Одним из противопоказаний к преднизолону является нарушения метаболизма арахидоновой кислоты, что клинически может проявляется астматической триадой, возможно развитие отека слизистой оболочки в связи с повышенной проницаемостью сосудов, обусловленной влиянием лейкотриенов и не связано с аллергической реакцией IgE опосредованной. Часто клинику нарушений метаболизма арахидоновой кислоты трудно дифференцировать от аллергической астмы, отека Квинке. Кроме преднизолона другие кортикостероиды можно назначать в таких случаях.

## Фармакологическое действие
Подавляет функции лейкоцитов и тканевых макрофагов. Ограничивает миграцию лейкоцитов в область воспаления. Нарушает способность макрофагов к фагоцитозу, а также к образованию интерлейкина-1. Способствует стабилизации лизосомальных мембран, снижая тем самым концентрацию протеолитических ферментов в области воспаления. Уменьшает проницаемость капилляров, обусловленную высвобождением гистамина. Подавляет активность фибробластов и образование коллагена.
Ингибирует активность фосфолипазы А2, что приводит к подавлению синтеза простагландинов и лейкотриенов. Подавляет высвобождение ЦОГ (главным образом ЦОГ-2), что также способствует уменьшению выработки простагландинов. 

Уменьшает число циркулирующих лимфоцитов (T- и B-клеток), моноцитов, эозинофилов и базофилов вследствие их перемещения из сосудистого русла в лимфоидную ткань; подавляет образование антител.
Преднизолон подавляет высвобождение гипофизом АКТГ и β-липотропина, но не снижает уровень циркулирующего β-эндорфина. Угнетает секрецию ТТГ и ФСГ.
При непосредственной аппликации на сосуды оказывает вазоконстрикторный эффект.
Преднизолон обладает выраженным дозозависимым действием на метаболизм углеводов, белков и жиров. Стимулирует глюконеогенез, способствует захвату аминокислот печенью и почками и повышает активность ферментов глюконеогенеза. В печени преднизолон усиливает депонирование гликогена, стимулируя активность гликогенсинтетазы и синтез глюкозы из продуктов белкового обмена. Повышение содержания глюкозы в крови активизирует выделение инсулина.
Преднизолон подавляет захват глюкозы жировыми клетками, что приводит к активации липолиза. Однако вследствие увеличения секреции инсулина происходит стимуляция липогенеза, что способствует накоплению жира.
Оказывает катаболическое действие в лимфоидной и соединительной ткани, мышцах, жировой ткани, коже, костной ткани. В меньшей степени, чем гидрокортизон, влияет на процессы водно-электролитного обмена: способствует выведению ионов калия и кальция, задержке в организме ионов натрия и воды. Остеопороз и синдром Иценко-Кушинга являются главными факторами, ограничивающими длительную терапию ГКС. В результате катаболического действия возможно подавление роста у детей.
В высоких дозах преднизолон может повышать возбудимость тканей мозга и способствует понижению порога судорожной готовности. Стимулирует избыточную продукцию хлористоводородной кислоты и пепсина в желудке, что приводит к развитию пептической язвы.
При системном применении терапевтическая активность преднизолона обусловлена противовоспалительным, противоаллергическим, иммунодепрессивным и антипролиферативным действием.
При наружном и местном применении терапевтическая активность преднизолона обусловлена противовоспалительным, противоаллергическим и антиэкссудативным (благодаря вазоконстрикторному эффекту) действием.
По сравнению с гидрокортизоном противовоспалительная активность преднизолона в 4 раза больше, минералокортикоидная активность в 0,6 раза меньше.

## Фармакокинетика
При приеме внутрь хорошо всасывается из ЖКТ. Максимальная концентрация в плазме крови отмечается через 90 мин. Метаболизируется преимущественно в печени.
T½ составляет около 200 мин. Выводится почками в неизменённом виде — 20 %. 
При внутривенном введении максимальная концентрация в плазме крови отмечается через 30 мин. В плазме большая часть (90 %) преднизолона связывается с транскортином (кортизолсвязывающим глобулином) и альбумином. Метаболизируется в печени, почках, тонкой кишке, бронхах. Окисленные формы образуют комплексы с глюкуроновой и серной кислотами. T1/2 — 2-3 ч.

## Беременность и лактация
При беременности (особенно в I триместре) применяют только по жизненным показаниям. При необходимости применения в период лактации следует тщательно взвесить ожидаемую пользу лечения для матери и риск для ребёнка.